# Callafo
Callafo (somalo: Qalaafe) è un villaggio della zona di Gode in Etiopia, di 14 242 abitanti. È a circa 200 chilometri dal confine con la Somalia.
È stato fondato nel 1923 e venne raso al suolo dagli italiani durante la Guerra d'Etiopia (1935-36) ed è oggetto di attacchi da parte del Fronte di Liberazione Nazionale dell'Ogaden.
Nel 2007, grazie a un progetto di cooperazione privato, è stata creata la "Moschea Blu" (anche chiamata Kelafo Blue Mosque), diventata un punto di riferimento nella zona.